# قایق‌سازان
قایق‌سازان (انگلیسی: The Boat Builders) یک نقاشی رنگ روغن بر روی بوم کرباس از نقاش منظره‌نگار آمریکایی، وینسلو هومر است که امروزه در موزه هنر ایندیاناپلیس قرار دارد.